# Saint-Vincent-sur-Oust
Saint-Vincent-sur-Oust är en kommun i departementet Morbihan i regionen Bretagne i nordvästra Frankrike. Kommunen ligger i kantonen Allaire som tillhör arrondissementet Vannes. År 2022 hade Saint-Vincent-sur-Oust 1 647 invånare.

## Befolkningsutveckling
Antalet invånare i kommunen Saint-Vincent-sur-Oust
| Referens: INSEE |